# Vampire Survivors
Vampire Survivors est un jeu vidéo indépendant créé par Luca Galante. Le jeu inclut des éléments de jeu incrémental et de roguelike. Il est publié sur la plateforme Steam en 2021, où il est en accès anticipé jusqu'à la sortie de la version 1.0 le 20 octobre 2022. Le jeu sort également sur les consoles Xbox One et Xbox Series de Microsoft le 10 novembre 2022, ainsi que sur les téléphones Android et iOS depuis le 9 décembre 2022.
Il remporte plusieurs prix relatifs à la qualité de son game design, et notamment le BAFTA du meilleur jeu en 2022.

## Système de jeu
Le joueur contrôle les déplacements d'un personnage attaqué par de nombreux ennemis, mais ne dirige pas les tirs qui sont automatiques. Les montées de niveau se font en ramassant des gemmes laissées par les ennemis tués et permettent d'acheter et d'améliorer l'équipement.

## Développement
Luca Galante commence à travailler sur le jeu en décembre 2020 alors qu'il est au chômage. Le jeu est publié sur Steam en décembre 2021, où il passe inaperçu avec une moyenne de 4 joueurs pendant le premier mois, puis connaît une popularité rapide après avoir été diffusé par des vidéastes. Le succès du jeu pousse Galante à quitter le travail à temps plein qu'il avait commencé une semaine plus tôt afin de se consacrer entièrement à son développement.
Il y a cinq extensions payantes disponibles pour le jeu :
- Legacy of the Moonspell, sortie le 15 décembre 2022[6] ;
- Tides of the Foscari, sortie le 13 avril 2023[7] ;
- Emergency Meeting, sortie le 18 décembre 2023[8] ;
- Operations Guns, sortie le 9 mai 2024[9] ;
- Ode to Castlevania, sortie le 31 octobre 2024[10].

## Réception
Le jeu a obtenu plus de 120 000 critiques « extrêmement positives » sur la plateforme Steam et a reçu un accueil élogieux de la presse spécialisée. Le succès du jeu a suscité l'apparition de « clones » inspirés de son style.
Il remporte plusieurs prix relatifs à la qualité de son game design, et notamment le BAFTA du meilleur jeu en 2022.

## Adaptations
Une série télévisée d'animation Vampire Survivors a été annoncée en avril 2023, qui sera créée par Story Kitchen en partenariat avec Luca Galante.